# Histoire naturelle (chanson)
Pour les articles homonymes, voir Histoire naturelle (homonymie).
Singles de Nolwenn Leroy
Nolwenn Ohwo !
(2005) Mon ange
(2006)
Pistes de Histoires naturelles
Mon ange Rien de mieux au monde
Histoire naturelle est le sixième single de la chanteuse Nolwenn Leroy et le second extrait de son deuxième album Histoires naturelles (au pluriel).

## Liste des titres
| No | Titre                                                     | Auteur                        | Durée |
| -- | --------------------------------------------------------- | ----------------------------- | ----- |
| 1. | Histoire naturelle (Titre original : How Did You Get By?) | Yasmin Shah, Arnaud Rozenthal | 3:53  |
| 2. | Mélusine                                                  | Yasmin Shah                   | 3:56  |

## Classement hebdomadaire
| Classement (2006)                       | Meilleure position |
| --------------------------------------- | ------------------ |
| Belgique (Wallonie Ultratop 50 Singles) | 39                 |
| France (SNEP)                           | 30                 |